# Colpo di Stato del 30 pratile
Il colpo di stato del 30 Pratile anno VII (Coup d'État du 30 prairial an VII), noto anche come la vendetta dei consigli (revanche des conseils) fu un colpo di stato incruento avvenuto in Francia il 18 giugno 1799. Per effetto del colpo di stato Emmanuel Joseph Sieyès divenne la figura dominante del governo francese. Il golpe del 30 pratile pose le basi per il successivo colpo di stato del 18 brumaio che portò al potere Napoleone Bonaparte.

## Preludio
Le elezioni legislative del marzo-aprile 1799 avevano prodotto una nuova maggioranza neo-giacobina, particolarmente ampia nella camera bassa - il Consiglio dei Cinquecento. Il nuovo parlamento denunciò immediatamente la condotta del Direttorio durante la Guerra della Seconda Coalizione. Il Consiglio degli Anziani e il Consiglio dei Cinquecento, i due rami del parlamento sotto il Direttorio, votarono un atto che dichiarava illegale l'elezione del direttore Jean Baptiste Treilhard e il 29 pratile (17 giugno) lo sostituì con Louis Gohier, ex deputato montagnardo e ministro della giustizia durante il regime del Terrore.

## Il colpo di stato
I Consigli non si accontentarono di una sola rimozione. Uno dei nuovi direttori, l'anti-giacobino Emmanuel Joseph Sieyès, condivideva in una certa misura l'ostilità dei Consigli verso il regime direttoriale e questo aveva facilitato la sua nomina alla carica nel maggio 1799. Nonostante fosse un moderato di tendenze liberalconservatrici, Sieyès si dimostrò disposto a collaborare con la maggioranza giacobina. Uomo del lontano 1789, sopravvissuto a tutte le peripezie della rivoluzione, Sieyès non aveva mai nascosto la propria insoddisfazione per la costituzione dell'anno III, che pure aveva contribuito a realizzare, e sperava di trovare nella sinistra giacobina una sponda per ottenere una revisione della carta.
Il 30 pratile il deputato moderato al Consiglio dei Cinquecento Antoine Boulay de la Meurthe chiese le dimissioni o la rimozione dei direttori Louis-Marie de La Révellière-Lépeaux e Philippe-Antoine Merlin de Douai. La mozione di de la Meurthe fu sostenuta dai Consigli e dai direttori Paul Barras, membro del Direttorio sin dal 1795 e Sieyès.
Per vincere la resistenza di Révellière de Lépeaux e Merlin de Douai, il generale Barthélémy Catherine Joubert, recentemente posto al comando della 17ª divisione militare di stanza a Parigi minacciò di marciare con i suoi soldati sulla capitale. La sera del 18 giugno Révellière-Lépeaux e Merlin avevano entrambi rassegnato le dimissioni.
Sebbene nessuno di questi eventi avesse violato formalmente la Costituzione francese del 1795, la forzatura è generalmente considerata un colpo di stato.